# Bükkmogyorósd
Bükkmogyorósd község Borsod-Abaúj-Zemplén vármegyében, az Ózdi járásban.

## Fekvése
Miskolctól közúton 60 kilométerre nyugatra, Ózdtól 15 kilométerre délre, a Bükk-vidéken fekszik, az Egert Ózddal összekötő főútvonal mentén, Szilvásváradtól 5 kilométer távolságra. Dombos, völgyekkel tagolt a területe. A két legközelebbi település Csernely és Lénárddaróc, egyaránt 3-3 kilométerre.

### Megközelítése
Csak közúton érhető el, Szilvásvárad vagy Csernely érintésével, a 2508-as úton.

## Története
Környéke már a kőkorszakban is lakott volt, ezt bizonyítja a Hosszúbércen feltárt kőkorszaki telep.
Mogyorosd néven egy 1292-es oklevélben említik először. Ezt a nevet találjuk egy 1411-es iratban is.
1552-ben a török nagy pusztítást végzett a faluban, sokan elmenekültek, s csak pusztaként tartották számon. A törökök kiűzése után újra benépesült. A reformáció nem tudott teret hódítani, lakói római katolikusok voltak. A település 1904 óta viseli a Bükkmogyorósd nevet. Napjainkra jelentősen átépült, csak néhány régebbi téglatornácos lakóház maradt.
1910-ben 321 lakosából 320 magyar volt. Ebből 287 római katolikus, 13 református, 11 evangélikus volt.
A 20. század elején Borsod vármegye Ózdi járásához tartozott.

### Nevének eredete
Nevének Bükk előtagja a Bükk hegységet jelenti, a Mogyorósd utótag pedig a tatárjárás utáni első birtokos családjának neve volt.

## Közélete

### Polgármesterei
- 1990–1994: Tóth Árpád (független)[4]
- 1994–1998: Tóth Árpád (független)[5]
- 1998–2002: Tóth Árpád (független)[6]
- 2002–2006: Tóth Árpád (független)[7]
- 2006–2010: Tóth Árpád (független)[8]
- 2010–2014: Pataki Csaba (független)[9]
- 2014–2019: Pataki Csaba László (független)[10]
- 2019–2024: Pataki Csaba (független)[11]
- 2024– : Pataki Csaba (független)[1]

## Népesség
A település népességének változása:
| Lakosok száma | 129  | 128  | 128  | 120  | 123  | 119  | 115  |
|               | 2013 | 2014 | 2015 | 2021 | 2022 | 2023 | 2024 |

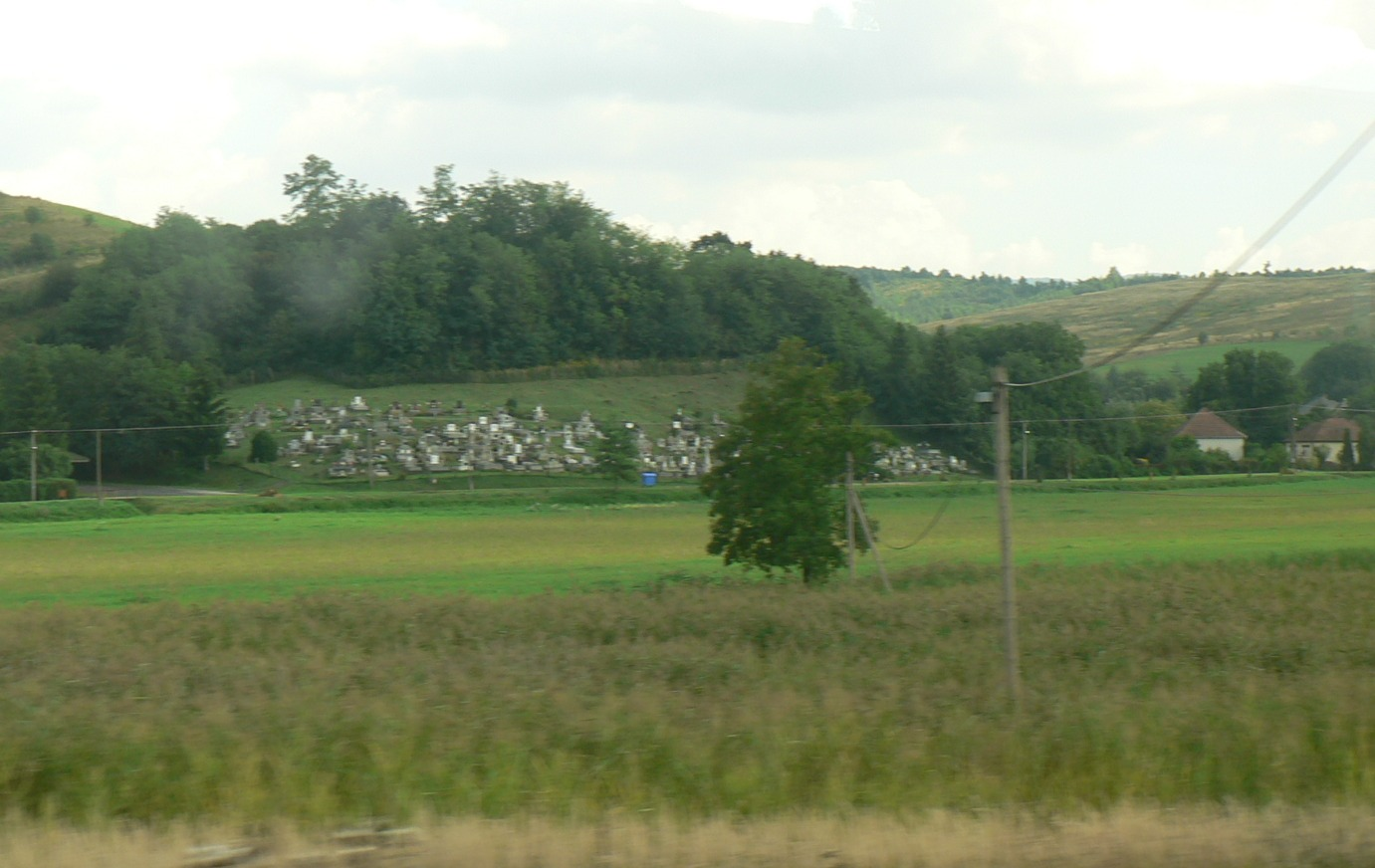
Falurészlet a temetővel

A 2001-es népszámlálás adatai szerint a településnek csak magyar lakossága volt.
A 2011-es népszámlálás során a lakosok 96,9%-a magyarnak mondta magát (3,1% nem nyilatkozott). A vallási megoszlás a következő volt: római katolikus 66,4%, református 9,4%, felekezeten kívüli 8,6% (13,3% nem válaszolt).
2022-ben a lakosság 88,6%-a vallotta magát magyarnak, 2,4% németnek, 0,8% cigánynak, 4,1% egyéb, nem hazai nemzetiségűnek (8,9% nem nyilatkozott; a kettős identitások miatt a végösszeg nagyobb lehet 100%-nál). Vallásuk szerint 39,8% volt római katolikus, 4,1% református, 0,8% görög katolikus, 0,8% egyéb keresztény, 14,6% felekezeten kívüli (36,6% nem válaszolt).

## Nevezetességek

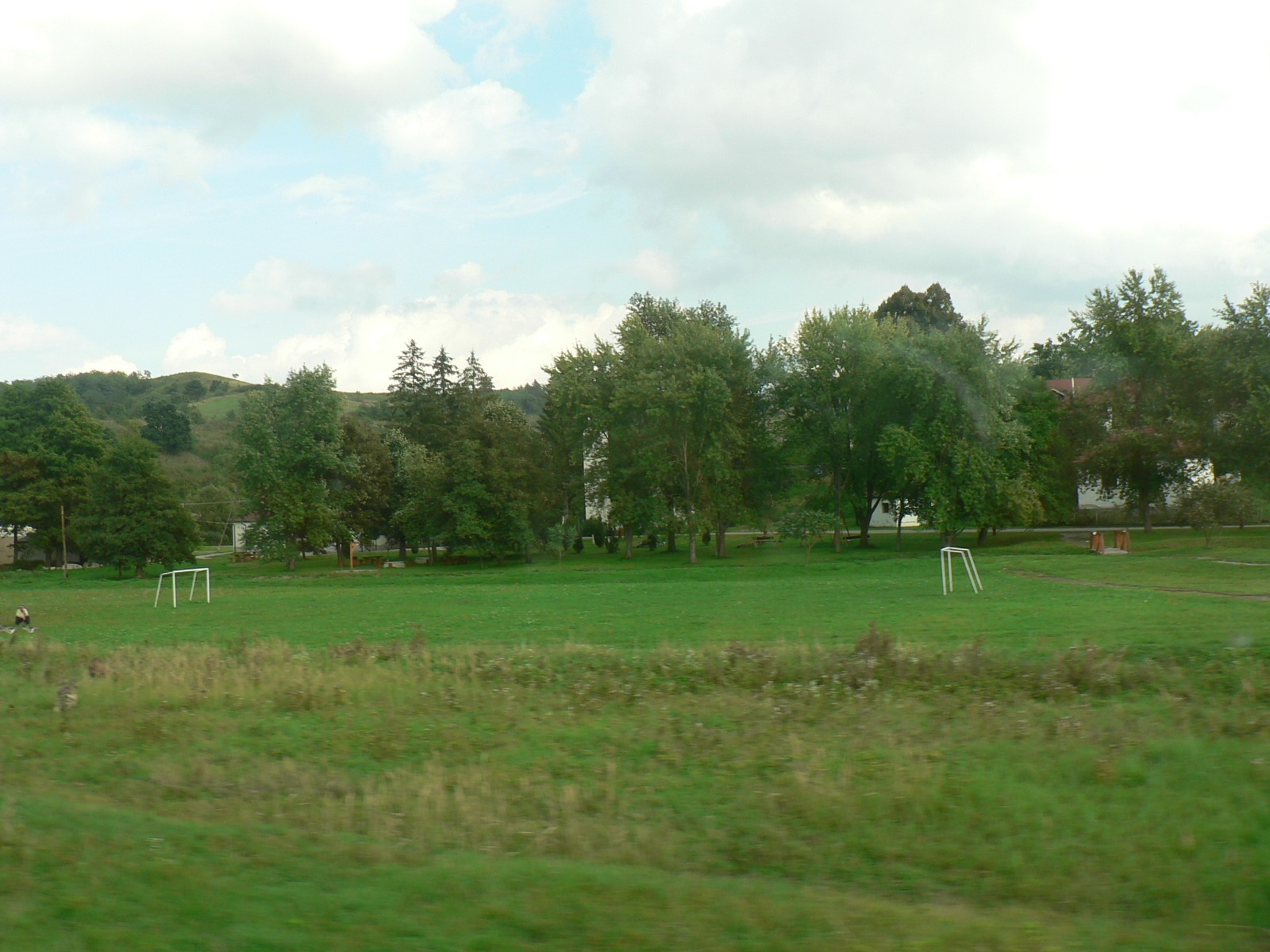
A sporttelep

- Római katolikus templom. 1939-ben épült közadakozásból. Szűz Mária tiszteletére van felszentelve.
- Az Úszói-sztúpa, amely a községtől nyugatra található, az Úszó-patak forrásának közelében. A sztúpát 1987. augusztus 16-án avatták fel.[15]